# Mary Barnes

Detail eines Bildes

Mary Edith Barnes (* 9. Februar 1923 in Portsmouth, Grafschaft Hampshire; † 29. Juni 2001 in Tomintoul, Schottland) war eine britische Künstlerin und Schriftstellerin.
Mary Barnes ist besonders bekannt für ihre Dokumentation über ihre Erfahrungen – sie war schizophren – mit Ronald D. Laing, einer der Gründungsfiguren der antipsychiatrischen Bewegung, in Kingsley Hall, London.

## Primärliteratur
- mit David Edgar: Mary Barnes. Methuen Publishing Ltd, London 1979, ISBN 0-413-40070-0
- mit Ann Scott: Something Sacred: Conversations, Writings, Paintings. Free Association Books, London 1989, ISBN 1-85343-100-1, ISBN 1-85343-101-X
- mit Joseph Berke: Two Accounts of a Journey Through Madness. Free Association Books, London 1991, ISBN 1-85343-125-7; The Other Press, New York 2002, ISBN 1-59051-016-X

| Personendaten    | Personendaten                             |
| ---------------- | ----------------------------------------- |
| NAME             | Barnes, Mary                              |
| ALTERNATIVNAMEN  | Barnes, Mary Edith (vollständiger Name)   |
| KURZBESCHREIBUNG | britische Künstlerin und Schriftstellerin |
| GEBURTSDATUM     | 9. Februar 1923                           |
| GEBURTSORT       | Portsmouth, Grafschaft Hampshire          |
| STERBEDATUM      | 29. Juni 2001                             |
| STERBEORT        | Tomintoul, Schottland                     |